# Mehr- und Weniger-Rechnung
Die Mehr- und Weniger-Rechnung (MWR) ist ein Verfahren, um die Gewinnauswirkungen von Änderungen an Bilanzpositionen periodenübergreifend zu ermitteln und darzustellen. Sie findet im allg. Anwendung zur Überleitung einer Handelsbilanz auf eine Steuerbilanz und zur Ergebnisauswertung im Rahmen einer Betriebsprüfung durch das Finanzamt.

Es gibt die  Gewinn- und Verlust-Methode (GuV-Methode) und die  Bilanzpostenmethode.
Während die GuV-Methode die Auswirkungen einer Bilanzansatzänderung auf die Erfolgskonten untersucht, betrachtet die Bilanzpostenmethode die Auswirkungen auf die Sachkonten (Bestandskonten). Durch den Grundsatz der doppelten Buchführung führen beide Methoden immer zum gleichen Ergebnis, beide Methoden können daher zur gegenseitigen Verprobung genutzt werden.

## Gewinn- und Verlustmethode
Buchungsvorfälle, die den Gewinn beeinflussen, sprechen immer ein Erfolgskonto an, welches über das GuV-Konto abgeschlossen wird. Entsprechend untersucht diese Methode, welche Erfolgskonten durch eine Bilanzänderung betroffen sind. Vorteil dieser Methode ist, dass keine Folgewirkungen zu bedenken sind. Darüber hinaus fällt es vielen Leuten einfacher, Gewinnauswirkungen anhand der betroffenen Erfolgskonten festzustellen.
| Beispiel 1:                                                                                       |              |    |              |        |
| In der Handelsbilanz wird im ersten Jahr eine Drohverlustrückstellung von 1 Mio. gebildet.        |              |    |              |        |
| Im zweiten Jahr wird die Rückstellung unverändert stehen gelassen.                                |              |    |              |        |
| Die Auflösung erfolgt im dritten Jahr, da ein drohender Verlust nicht mehr zu erwarten ist.       |              |    |              |        |
| Steuerrechtlich ist die Bildung einer echten Drohverlustrückstellung nicht zulässig.              |              |    |              |        |
|                                                                                                   |              |    |              |        |
| Vorüberlegung:                                                                                    |              |    |              |        |
| Buchung in der Handelsbilanz in 01:                                                               | Aufwand      | an | Rückstellung | 1 Mio. |
| Buchung in der Handelsbilanz in 03:                                                               | Rückstellung | an | Ertrag       | 1 Mio. |
|                                                                                                   |              |    |              |        |
| Lösung:                                                                                           |              |    |              |        |
| - Im ersten Jahr hätte der Aufwand in der Steuerbilanz statt 1 Mio. Null sein müssen              |              |    |              |        |
| - Weniger Aufwand gleich mehr Gewinn (1 Mio.)                                                     |              |    |              |        |
| - Im zweiten Jahr weder Aufwand noch Ertrag in der Bilanz (Konten GuV)                            |              |    |              |        |
| - Im zweiten Jahr hätte auch steuerlich kein Aufwand oder Ertrag gebucht werden dürfen            |              |    |              |        |
| - Keine Änderung, Keine Gewinnauswirkung in der GuV-Methode (1 Mio.)                              |              |    |              |        |
| - Im dritten Jahr hätte in der Steuerbilanz kein Ertrag gebucht werden dürfen                     |              |    |              |        |
| - Weniger Ertrag, Weniger Gewinn (1 Mio.)                                                         |              |    |              |        |
| Folge:                                                                                            |              |    |              |        |
| Für steuerliche Zwecke ist der Gewinn im ersten Jahr um 1 Mio. zu erhöhen.                        |              |    |              |        |
| Im zweiten Jahr sind keine Änderungen ggü. dem handelbilanziellen Gewinn vorzunehmen.             |              |    |              |        |
| Für das dritte Jahr ist der handelsbilanzielle Gewinn um 1 Mio. für steuerliche Zwecke zu kürzen. |              |    |              |        |
Allgemein empfiehlt sich für die GuV-Methode folgendes Vorgehen:
1. Feststellen was wurde gebucht? Welche Konten wurden angesprochen?
2. Wie hätte die Buchung richtig lauten müssen? Welche Konten hätten angesprochen werden müssen?
3. Welche Gewinnauswirkung ergibt sich?

Zu beachten ist, dass (wie bereits erwähnt) in der GuV-Methode einzig die Erfolgskonten (also Aufwands- und Ertragskonten) betrachtet werden.
| Beispiel 2: |                                        |    |                                 |          |
| Ein Unternehmen verlangt vom Steuerpflichtigen wegen einer Patentrechtsverletzung 1 Mio. Der Steuerpflichtige hat die Forderung gegen ihn anerkannt, am Bilanzstichtag (31.12.) aber noch nicht gezahlt. Der Buchhalter ging versehentlich davon aus, dass es zu einem Prozess kommen würde, und buchte daher eine Rückstellung ein. Da der Steuerpflichtige jedoch die Zahlung reumütig zugesagt hat, ist vielmehr Gewissheit über die Verbindlichkeit eingetreten, so dass in der Bilanz die Verbindlichkeit anstelle der Rückstellung auszuweisen ist. |                                        |    |                                 |          |
| |                                        |    |                                 |          |
| falscher Buchungssatz: | Aufwand aus Bildung von Rückstellungen | an | Rückstellung für Prozessrisiken | 1 Mio.   |
| richtiger Buchungssatz: | Außerordentliche Aufwendungen          | an | Verbindlichkeiten               | 1 Mio.   |
| |                                        |    |                                 |          |
| Lösung: |                                        |    |                                 |          |
| Es ist insgesamt kein Erfolgskonto betroffen, entsprechend ergibt sich hieraus auch keine Gewinnauswirkung. |                                        |    |                                 |          |
| |                                        |    |                                 |          |
| Beispiel 3: |                                        |    |                                 |          |
| Der Steuerpflichtige hat ein Patent erworben für 1,5 Mio. Er denkt, dass er alles, was er bezahlt als Aufwand buchen kann. Richtigerweise hätte er jedoch das Patent aktivieren müssen. |                                        |    |                                 |          |
| falscher Buchungssatz: | Aufwand                                | an | Bank                            | 1,5 Mio. |
| richtiger Buchungssatz: | Patent                                 | an | Bank                            | 1,5 Mio. |
| |                                        |    |                                 |          |
| Lösung: |                                        |    |                                 |          |
| Es ist insgesamt nur ein Erfolgskonto betroffen, nämlich das Aufwandskonto. Auf diesem sind 1,5 Mio. verbucht worden. Richtigerweise hätte dort aber nichts gebucht werden dürfen. Weniger Aufwand bedeutet mehr Gewinn. Die Änderung führt zu einer Gewinnerhöhung von 1,5 Mio. Die übrigen Konten bleiben völlig ohne Ansatz. |                                        |    |                                 |          |
Folgende Grundsätze lassen sich abschließend für die GuV-Methode aufführen:
| Vorfall                         | Bedeutung               | Gewinnauswirkung       |
| ------------------------------- | ----------------------- | ---------------------- |
| Ertragskonto wird vermindert    | weniger Ertrag          | weniger Gewinn         |
| Ertragskonto wird erhöht        | mehr Ertrag             | mehr Gewinn            |
| Aufwandskonto wird vermindert   | weniger Aufwand         | mehr Gewinn            |
| Aufwandskonto wird erhöht       | mehr Aufwand            | weniger Gewinn         |
| Kein Erfolgskonto ist betroffen | Aufwand/Ertrag konstant | keine Gewinnauswirkung |

## Bilanzpostenmethode

### Herleitung
Die Bilanzpostenmethode hat ihren Ansatz in der Gewinndefinition des § 4 EStG. Danach ist der Gewinn die Differenz aus dem Betriebsvermögen am Ende und am Anfang eines Wirtschaftsjahres.
Betriebsvermögen wiederum ist die Differenz aus aktiven Bilanzposten und passiven Bilanzposten. Daher lässt sich folgende Formel ableiten:
Gewinn im ersten Jahr = (Aktiva 31.12.2001 - Passiva 31.12.2001) - (Aktiva 31.12.2000 - Passiva 31.12.2000)
Auf Grund des Bilanzenzusammenhangs ist die Bilanz des 31.12. identisch mit der Bilanz am 1.1. des Folgejahres. Für 02 würde sich mithin folgende Gewinndefinition ergeben
Gewinn im zweiten Jahr = (Aktiva 31.12.2002 - Passiva 31.12.2002)-(Aktiva 31.12.2001 - Passiva 31.12.2001)
Betrachtet wird zunächst bei Änderungen immer der jeweilige Bilanzansatz zum 31.12.
Beispiel wie zur GuV-Methode
- Die Rückstellung ist im ersten Jahr um 1 Mio. zu hoch

In die Formeln lässt sich dies wie folgt einsetzen:
Gewinn im ersten Jahr = (Aktiva 31.12.2001 - (Passiva 31.12.2001 - 1 Mio.)) - (Aktiva 31.12.2000 - Passiva 31.12.2000)
Da die Bilanz im ersten Jahr Ausgangswert für die Bilanzierung im zweiten Jahr ist und auch am Ende des zweiten Jahres die Rückstellung zwar in der Handelsbilanz nicht jedoch in der Steuerbilanz stehen darf, ergibt sich für das zweite Jahr folgende Formel:
Gewinn im zweiten Jahr = (Aktiva 31.12.2002 - Passiva 31.12.2002 - 1 Mio.) - (Aktiva 31.12.2001 - Passiva 31.12.2000 - 1 Mio.)
Am Ende des dritten Jahres steht weder in der Handelsbilanz eine Rückstellung noch dürfte in der Steuerbilanz eine stehen.
Gewinn im dritten Jahr = (Aktiva 31.12.2003 - Passiva 31.12.2003) - (Aktiva 31.12.2002 - Passiva 31.12.2002 - 1 Mio.)
Vereinfacht ergeben sich folgende Formeln:
Erstes Jahr: Gewinn im ersten Jahr = (Betriebsvermögen 31.12.2001 + 1 Mio.) - Betriebsvermögen 31.12.2000
Folge: Gewinn im ersten Jahr + 1 Mio.
Zweites Jahr: Gewinn im zweiten Jahr = (Betriebsvermögen 31.12.2002 + 1 Mio.) - (Betriebsvermögen 31.12.2001 + 1 Mio.)
Folge: Gewinn im zweiten Jahr keine Änderung
Drittes Jahr: Gewinn im dritten Jahr = Betriebsvermögen 31.12.2003 - (Betriebsvermögen 31.12.2002 + 1 Mio.)
Folge: Gewinn im dritten Jahr - 1 Mio.
Anhand dieser Formeln lassen sich wesentliche Annahmen und Grundaussagen für die Bilanzpostenmethode herleiten.

### Allgemeine Grundsätze
Es ist jeweils zum Bilanzstichtag zu vergleichen zwischen dem Ist-Ansatz und dem Soll-Ansatz. Die Änderungen haben dann folgende Gewinnauswirkungen:
- Erhöhung eines Aktivpostens   = Mehr Gewinn
- Erhöhung eines Passivpostens  = Weniger Gewinn
- Minderung eines Aktivpostens  = Weniger Gewinn
- Minderung eines Passivpostens = Mehr Gewinn

Darüber hinaus lässt sich folgende Aussage treffen:
Jede Veränderung eines Bilanzpostens zieht, auf Grund des Bilanzenzusammenhangs, eine genau entgegengesetzte Änderung im Folgejahr nach sich. Die Summe aller Änderungen eines Jahres ergibt dann die gesamte Veränderung des Gewinns. 